# 林佺凯
林佺凯 ，（1997年2月15日—）是一名马来西亚足球运动员，司职门将。目前效力马来西亚超级足球联赛俱乐部沙巴。

## 荣誉

### 俱乐部
森美兰
- 马来西亚首要足球联赛冠军：2021年